# Tono (color)

Tono en el espacio de color HSL/HSV codificación RGB.

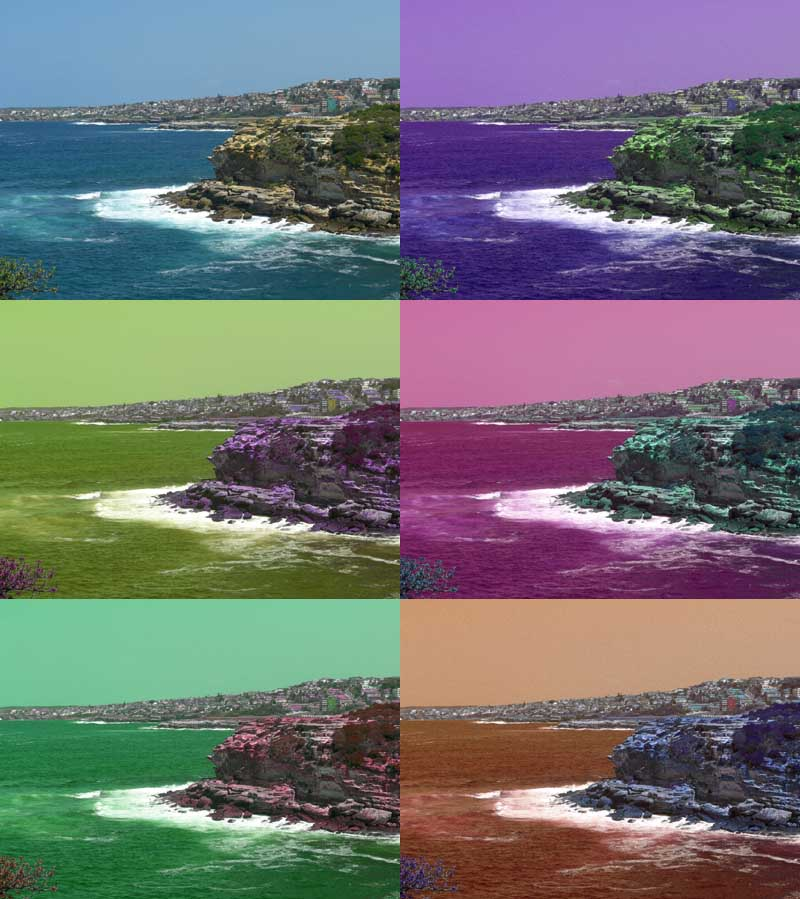
Una imagen con los tonos levemente cambiados en el espacio HSL.

Los tonos de esta imagen van rotando cíclicamente con el tiempo.

El tono, matiz o tonalidad (en inglés: hue) es una de las propiedades o cualidades fundamentales en la propiedad de un color, definido técnicamente (en el modelo CIECAM02), como «el grado en el cual un estímulo puede ser descrito como similar o diferente de estímulos descritos como rojo, amarillo y azul». Se refiere a la propiedad en los aspectos cualitativamente diferentes de la experiencia de color que tienen relación con diferencias de longitudes de onda o con mezclas de diferentes longitudes de onda. Es el estado puro del color, sin mezcla de blanco o negro y, junto a la luminosidad y la saturación, una de las tres características psicofísicas del color.
Existe una alta correlación entre longitud de onda y tono, tal como aparece en el arcoíris. Estos colores forman parte del grupo de colores espectrales, los relacionados con una longitud de onda determinada. Mientras que los colores no espectrales serían los no relacionados con una longitud de onda determinada (como los púrpuras y morados). Solo pueden obtenerse mediante la mezcla de dos o más luces monocromáticas.
Los colores cromáticos son los colores tanto espectrales como no espectrales, pero tiene importancia para entenderlos el tono, mientras que en los colores acromáticos, su visualización o percepción se entiende mejor en relación con la dimensión de luminosidad que a la de tono. Los colores descienden del oscuro al color definido (por ejemplo del negro al azul). 
Habitualmente, se distinguen colores con el mismo tono con adjetivos que se refieren a su luminosidad y/o saturación; por ejemplo, verde claro, verde pastel, verde vívido, o verde oscuro.

## Evolución del vocabulario
Teñir significa impartir un color a un objeto. Este objeto puede ser una pasta coloreada utilizada para pintar, por lo que un matiz es en pintura, en el siglo XVII, una mezcla de colores capaz de representar perfectamente el color natural, en contraposición a un color puro, de un solo pigmento. Para Furetière, el matiz es la manera de aplicar los colores para dar relieve a las figuras. Hasta finales del XVIII, "matiz" se refería también a lo que hoy llamamos acuarela. Al final del siglo XIX, es una mezcla donde un color aparece débilmente.
El uso de la palabra tono está atestiguado en pintura en la conferencia de Bourdon en la Real Academia de Pintura y Escultura en 1669. La noción de tono parece derivar del uso más común, que se refiere a la voz hablada. El tono de voz se refiere a varias cualidades distintas del sonido, correlacionadas en la práctica: potencia, carácter grave o agudo, dinámica del sonido. La aplicación por metáfora a los colores mezcla del mismo modo varias cualidades, a menudo con nuevas analogías: un tono vigoroso se aplica a la voz y pintura. Las conferencias de la Academia aluden sin duda a la teoría aristotélica de los colores, que los clasifica en una única escala análoga a los tonos de la música, del negro al azul, pasando por el rojo, el amarillo y el blanco. Esta idea dominó el discurso erudito de la época; Isaac Newton organizó, en su Opticks de 1704, los colores prismáticos según los siete intervalos de la escala diatónica. La teoría de Newton separa cromaticidad y luminosidad, pero están íntimamente ligadas en las pastas de color utilizadas por los pintores. Un azul puro es necesariamente oscuro, un amarillo puro siempre luminoso. Los "tonos" de la paleta de un artista se mantuvieron normalmente en este orden hasta mediados del XIX. En su uso técnico en pintura, como en su uso cotidiano, tono conserva un significado ambiguo, que debe desentrañarse por el contexto.
André Béguin señala al final del XX que matiz puede tener significados diferentes, incluso contradictorios, mientras que el significado de tono, adoptado posteriormente por la pintura, también varía de un autor o especialidad a otra. El Vocabulaire typologique et technique Dessin Peinture considera que tono y matiz son sinónimos.
También utilizamos tono y matiz en un sentido más restringido, donde matiz designa el color independientemente de los efectos de gradación, claridad u oscuridad, el elemento revela a la representación por el blanco y el negro, mientras que tono designa un carácter relacionado con la claridad. Furetière, 1702 ya da este significado: hay cinco tonos o grados de claroscuro, el segundo o tercero que sigue a la gran luz se llamará demi-teinte. Así, un matiz puede tener varios tonos, que constituyen una "gama". En la obra de Chevreul Moyen de nommer et de définir les couleurs, escrita en colaboración con los expertos en colores de la Manufacture des Gobelins, tono es casi sinónimo de valor; cada color tiene su propio tono, para subir el tono se añade negro, para aclararlo se añade blanco. Estas operaciones materiales modifican evidentemente la cromaticidad y la saturación, conceptos colorimétricos que no existían en la época. Chevreul interesó e influyó, directamente o a través de la divulgación de Charles Blanc a varios pintores teóricos del color como Paul Signac, quien escribe Siendo las palabras tono y matiz generalmente utilizadas la una por la otra, precisemos que por matiz entendemos la cualidad de un color, y por tono el grado de saturación o luminosidad de un matiz. La degradación de un color a otro creará una serie de tonos intermedios, y la degradación de uno de estos matices hacia el claro o el oscuro pasará por una sucesión de tonos.
La distinción entre tono y matiz pertenece más bien al lenguaje erudito, como ya reconocía Robin al final del siglo XVIII Para de Piles, teinte tiene más bien el significado de mezcla de pigmentos, capaz de representar perfectamente el color natural.
El uso amplio de todos estos términos predomina, incluso en obras especializadas. 
El desarrollo de la colorimetría condujo a una mejor definición de los conceptos, influyendo en los trabajos modernos. El término "color" ya no se utiliza para referirse a un material, sino a la percepción de las radiaciones coloreadas. Un color se caracteriza por tres magnitudes, su tono, su valor y su pureza; alternativamente estos tres parámetros se denominan: tono, luminosidad, saturación.

## Obtención de un tono
El concepto de un sistema de color con un tono se exploró ya en 1830 con la esfera de color de Philipp Otto Runge. El sistema de color de Munsell de la década de 1930 fue un gran paso adelante, ya que se descubrió que uniformidad perceptiva significa que el espacio de color ya no puede ser una esfera.
Como convención, el tono de rojo se establece en 0° para la mayoría de los espacios de color con un tono.

### Espacios de color opuesto
En los espacios de color opuesto en, los cuales dos de los ejes son percibidos ortogonales a la luminosidad, como por ejemplo los espacios de color CIE 1976 (L*, a*, b*) (CIELAB) y 1976 (L*, u*, v*) (CIELUV), el tomo puede ser calculado mediante croma convirtiendo estas coordenadas de la forma rectangular a la forma polar. El tono es la componente angular de esta representación polar, mientras que el croma es la componente radial.
En particular, en CIELAB
{\displaystyle h_{ab}=\mathrm {atan2} (b^{*},a^{*}),}
mientras que, análogamente, en CIELUV
{\displaystyle h_{uv}=\mathrm {atan2} (v^{*},u^{*})=\mathrm {atan2} (v',u'),}
donde, atan2 es el arco tangente de dos argumentos.

### Definición de tono en función del RGB

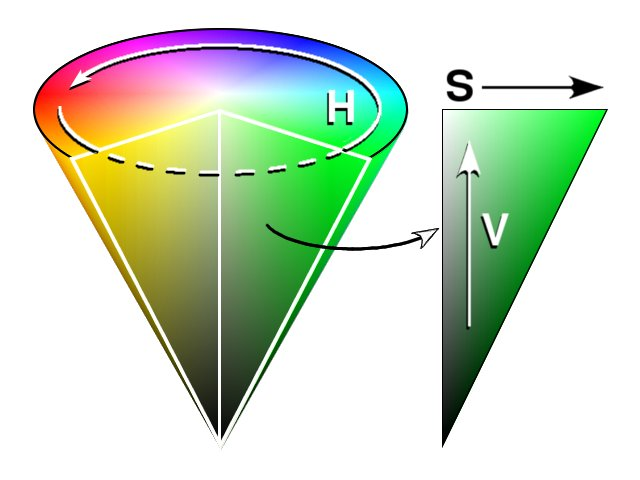
Espacio de color HSV como objeto cónico.

Ilustración de la relación entre el "tono" de colores con saturación máxima en HSV y HSL con su coordenada RGB correspondiente.

Rueda de 24 tonos RGB.

Preucil describe un hexágono de color, similar a una representación trilineal descripta por Evans, Hanson, y Brewer, que puede ser utilizada para calcular el tono a partir del RGB. El rojo se ubica a 0°, el verde a 120°, y el azul a 240°,
{\displaystyle h_{rgb}=\mathrm {atan2} \left({\sqrt {3}}\cdot (G-B),2\cdot R-G-B\right).}
De manera equivalente, se puede resolver
{\displaystyle \tan(h_{rgb})={\frac {{\sqrt {3}}\cdot (G-B)}{2\cdot R-G-B}}.}
Preucil utilizó una representación polar, a la que denominó círculo de color. Utilizando R (rojo), G (green /verde), y B (blue / azul), se puede calcular el ángulo del tono utilizando el siguiente esquema: determinar cual de los siguientes ordenamientos posibles de R, G, y B prevalecen, luego aplicar la fórmula de la tabla indicada a continuación.
| Orden                         | Región de tono  | {\displaystyle h_{\text{Círculo de Preucil}}}                      |
| ----------------------------- | --------------- | ------------------------------------------------------------------ |
| {\displaystyle R\geq G\geq B} | Naranja         | {\displaystyle 60^{\circ }\cdot {\frac {G-B}{R-B}}}                |
| {\displaystyle G>R\geq B}     | Cartujo         | {\displaystyle 60^{\circ }\cdot \left(2-{\frac {R-B}{G-B}}\right)} |
| {\displaystyle G\geq B>R}     | Verde primavera | {\displaystyle 60^{\circ }\cdot \left(2+{\frac {B-R}{G-R}}\right)} |
| {\displaystyle \ B>G>R\ }     | Azur            | {\displaystyle 60^{\circ }\cdot \left(4-{\frac {G-R}{B-R}}\right)} |
| {\displaystyle B>R\geq G}     | Violeta         | {\displaystyle 60^{\circ }\cdot \left(4+{\frac {R-G}{B-G}}\right)} |
| {\displaystyle R\geq B>G}     | Rosa            | {\displaystyle 60^{\circ }\cdot \left(6-{\frac {B-G}{R-G}}\right)} |

Es de notar que en cada caso la fórmula contiene la fracción {\displaystyle {\frac {M-L}{H-L}}}, donde H es el mayor de R, G, y B; L es el más bajo, y M es el tono medio entre los otros dos. Ello es denominado como "error de tono de Preucil" y fue utilizado en el cálculo de la intensidad de la máscara en la reproducción fotomecánica de colores.
Los ángulos de tono calculados para el círculo Preucil coinciden con los calculados para el hexágono Preucil en múltiplos enteros de 30° (rojo, amarillo, verde, cian, azul, magenta y los colores a medio camino entre pares contiguos) y difieren en aproximadamente 1,2° en múltiplos enteros impares de 15° (según la fórmula del círculo), la máxima divergencia entre ambos.
El proceso de conversión un color RGB en un espacio de color HSL o espacio de color HSV por lo general se basa en un mapeo de seis sectores, tratatndo al como HSV como un hexacono, o el como doble HSL como un hexacono doble.  The formulae used are those in the table above.

## En las artes
En la pintura, un tono se refiere a un color puro; es decir, uno sin pigmento blanco o negro añadidos. Un tono es un elemento de la rueda de color y son los primeros en ser procesados en el cerebro.
En una historieta realizada a tinta y, por lo tanto, en blanco y negro, la yuxtaposición regular de líneas más o menos cercanas permite crear la ilusión de tono. Enrique Lipszyc distingue tonos "chatos" y "graduados" relacionándolos con tres conceptos técnicos:
- Color
- Textura
- Volumen por la luz y la sombra.

## En la visión de los animales
La importancia del tono en la visión animal varía ampliamente según las especies y está estrechamente relacionada con su nicho ecológico, comportamiento e historia evolutiva. El tono que perciben los animales se ve influenciando aspectos de supervivencia, reproducción, comunicación y adaptación a sus entornos. Estudiar la percepción del color en diferentes especies proporciona valiosas ideas sobre su comportamiento y ecología. 
Muchos animales dependen de la visión del color para localizar fuentes de alimento. La capacidad para distinguir los matices ayuda a identificar frutas maduras, flores con néctar o presas camufladas. Por ejemplo, las abejas son sensibles a la luz ultravioleta, lo que les permite ver patrones y colores en las flores que son invisibles para los humanos.
El color juega un papel crucial en la comunicación intraespecífica y la selección de pareja. Los colores brillantes pueden señalar aptitud reproductiva, dominancia o disposición para el apareamiento. A menudo, las aves, peces e insectos muestran colores vibrantes durante las exhibiciones de cortejo para atraer a posibles parejas.
La capacidad para percibir los tonos ayuda tanto a los depredadores como a las presas. Los depredadores pueden usar la visión del color para detectar presas que contrastan con su entorno, mientras que las especies de presas pueden usar el color para mezclarse con su entorno y evitar ser detectadas.
La visión del color ayuda a los animales a navegar y orientarse en su entorno. Algunos animales, como las aves y los reptiles, pueden usar la posición del sol y el color del cielo (por ejemplo, tonos azules) como ayuda para la navegación.
Las diferentes especies han evolucionado diferentes grados de visión del color según sus necesidades específicas. Por ejemplo, los animales diurnos suelen tener una visión del color bien desarrollada en comparación con los animales nocturnos, que pueden depender más de otros sentidos como el olfato y la audición.
Comprender cómo los animales perciben el color puede tener aplicaciones prácticas, como el diseño de entornos amigables para la vida silvestre o el desarrollo de herramientas y señuelos para esfuerzos de conservación.